# Phacelurus gabonensis
Phacelurus gabonensis là một loài thực vật có hoa trong họ Hòa thảo. Loài này được (Steud.) Clayton miêu tả khoa học đầu tiên năm 1981.